# محمد دداش
سيدي محمد دداش أو محمد دداش (1957-) ناشط صحراوي في مجال حقوق الإنسان ولد في كولتة زمور المنطقة المتنازع عليها ما بين كل من المغرب والصحراء الغربية. قضى في السجن مدة 24 عاما، غالبا ما يُطلق عليه اسم «مانديلا شمال أفريقيا» أو «مانديلا الصحراوي».

## السيرة الذاتية
في عام 1973 انضم دداش إلى جبهة البوليساريو. في أوائل عام 1976، حينما قامت القوات المغربية بغزو الصحراء الغربية ومراقبة الحدود مع موريتانيا، فر محمد دداش مع بعض أصدقائه في محاولة منهم للوصول إلى تندوف بقصد الانضمام إلى جبهة البوليساريو، ولكن المركبة التي كان يستقلها تم استهدافها واعتراضها من قبل القوات المغربية وذلك بالقرب من أمغالا، وقد حُكم عليه في بادئ الأمر عامين من السجن (قضاهما تحت الأرض رفقة رفاقه في قاعدة عسكرية بمراكش) ثم أُجبر على الانضمام إلى القوات البرية الملكية المغربية.
في أغسطس 1979 اعتقل دداش مرة أخرى بعد شجار كبير مع جنود آخرين وقد أُصيب على إثر ذلك بجروح بالغة فحكم عليه بالإعدام في 7 أبريل 1980 بتهمة الخيانة العظمى، ونقل بعد ذلك إلى سجن محلي في القنيطرة، مما دفع بمنظمة العفو الدولية إلى اعتباره سجين رأي، كما دعت غيرها من منظمات حقوق الإنسان إلى الإفراج عنه. في عام 1994، تم تخفيض عقوبة الإعدام إلى السجن مدى الحياة، وفي عام 2001 أطلق سراحه بعد العفو الملكي من قبل ملك المغرب محمد السادس الذي وصفه بأنه قادم من «أبناء مودة الصحراء».
في عام 2002، حصل دداش على جائزة رافتو تقديرا لجهوده في مجال الدفاع عن حقوق الإنسان، وقد تمكن بعد صعوبات عديدة من الحصول على جواز السفر الذي مكنه في النهاية إلى السفر إلى النرويج بقصد استلام الجائزة، كما رأى أمه أيضا والتي تُدعى باكاي لحبيب للمرة الأولى منذ عام 1975، والتي كانت تعيش في المنفى في مخيمات اللاجئين في تندوف بالجزائر.
في عام 2009 حصل على جائزة من نقابة بطليوس للدفاع عن حقوق الإنسان، منحه الجائزة (غويلرمو فرنانديز) رئيس إكستريمادورا.
وفقا للعديد من الجمعيات المناهضة للتعذيب والقمع في المغرب، فقد تعرض محمد مرارا وتكرارا لضغوط ومضايقات من قبل المصالح الأمنية المغربية بعد الإفراج عنه.
في 29 أبريل عام 2013 كان واحدا من بين تسعة صحراويين أصيبوا بجروح خلال تظاهرات في العيون، مما أدى إلى نقله بشكل فوري إلى المستشفى حيث تعرض لإصابة بالغة نوعا ما في إحدى ركبتيه.